# Shareese Woods
Shareese Woods, född den 20 februari 1985, är en amerikansk friidrottare som tävlar främst på 400 meter.
Woods första internationella mästerskapsstart var VM-inomhus 2008 i Valencia där hon blev bronsmedaljör på 400 meter på tiden 51,41. Hon blev även bronsmedaljör vid samma mästerskap i stafetten över 4 x 400 meter.